# Enrique II de Stade
Enrique II (1102-4 de diciembre de 1128), margrave de la Marca del Norte, también conde de Stade (como Enrique IV), hijo de Lotario Udo III de la Marca del Norte, e Irmgarda, hija de Teodorico, conde de Plötzkau, y Matilde de Walbeck.
Enrique asumió el título de margrave de la Marca del Norte en 1114 de Helperich de Plötzkau, quien fue nombrado margrave hasta que Enrique fue mayor de edad. El margrave previo en esta dinastía fue el tío de Enrique Rodolfo I, quien era también su guardián. Rodolfo fue depuesto por el emperador Enrique V debido a la conspiración contra la corona, y fue reemplazado por Helperich como una medida interina. Enrique asumió los títulos de conde de Stade y margrave de la Marca del Norte en 1114.
Enrique se casó con Adelaida de Ballenstedt, una hija de Otón de Ballenstedt, y Eilika de Sajonia. Adelaida era por lo tanto hermana de Alberto el Oso. No se conocen hijos de esta unión. A Enrique le sucedió, como margrave, el hijo de Helperich, Conrado, conde de Plötzkau.